# Helena Studler
Helena Studler (en francés, Hélène Studler), también llamada hermana Helena (Amiens, marzo de 1891-Clermont-Ferrand, noviembre de 1944), fue una monja de la congregación de las Hijas de la Caridad de San Vicente de Paúl de Metz y miembro de la resistencia francesa, reconocida por haber organizado la huida de más de dos mil fugitivos bajo el régimen nazi durante la Segunda Guerra Mundial. Apodada «la Schindler francesa», fue distinguida con la Orden nacional de la Legión de Honor y la Croix de guerre con palmas.

## Biografía

### Primeros años
Helena Studler nació en Amiens durante la Tercera República Francesa, en el seno de una familia de origen alsaciano. Su padre, natural de Selestat, se refugió en Amiens en 1871 para no perder su nacionalidad, ya que después de la derrota de Francia en la Guerra franco-prusiana, Alsacia–Lorena había quedado en manos del Imperio alemán.
Muertos sus padres, ingresó a la compañía de las Hijas de la Caridad de San Vicente de Paúl en 1912 bajo el nombre de hermana Helena. Al iniciarse la Primera Guerra Mundial fue expulsada del Seminario de Belletanche cercano a Metz —por entonces en la Lorena alemana— por ser francesa. Luego de la firma del armisticio del 11 de noviembre de 1918 que establecía entre otras exigencias la retirada inmediata de todas las tropas del Imperio alemán del territorio de Alsacia-Lorena, pudo retornar a Metz para servir en el Asilo de San Nicolás (Hospice Saint-Nicolas), el hospital más antiguo de la ciudad.

### Verano de 1940
En julio de 1940 Mosela fue anexionada de facto al Tercer Reich alemán. Metz había sido declarada ciudad abierta el 14 de junio y las tropas alemanas entraron a la ciudad el 17 de junio. El 29 de junio, una rama de la Gestapo se trasladó a Metz. El gobierno francés, derrotado, no protestó. Los prisioneros franceses deambulaban, enfermos y sin medios de subsistencia, y eran agrupados mayormente en Fort de Saint-Julien, una instalación militar cercana a Metz. Las Hijas de la Caridad de San Vicente de Paúl de Metz obtuvieron en primera instancia un permiso para recibir donaciones (ropa, agua, comida, remedios) y socorrer a los prisioneros. Cuando ese permiso les fue revocado, la hermana Helena obtuvo otro para visitar a los prisioneros en Saarbrücken, Stuttgart, Mannheim, Núremberg, Karlsruhe y Wiesbaden.

La Cruz Roja de Ginebra ha enviado dos delegados para lograr que se les mejore la comida y se les reparta también ropa interior a los prisioneros. Sor Helena ha conseguido para el campo de Tréveris setenta y ocho jerséis, cuarenta calzoncillos, cuatrocientas bufandas, ciento cuarenta pares de medias y trescientos kilos de pan. Pero, ¿qué es todo esto para cuatro mil hombres? Se han hecho en París gestiones para socorrer más necesidades. Dos camiones llegan desde Nancy. Las hermanas marchan en ellos para repartir lo conseguido en Stuttgart, Núremberg, Mannheim. En el Asilo de San Nicolás se duplica el trabajo atendiendo a los evacuados que no han podido volver a sus casas, devastadas.
Del diario personal de sor Didion, superiora del Asilo de San Nicolás, 5 de octubre de 1940

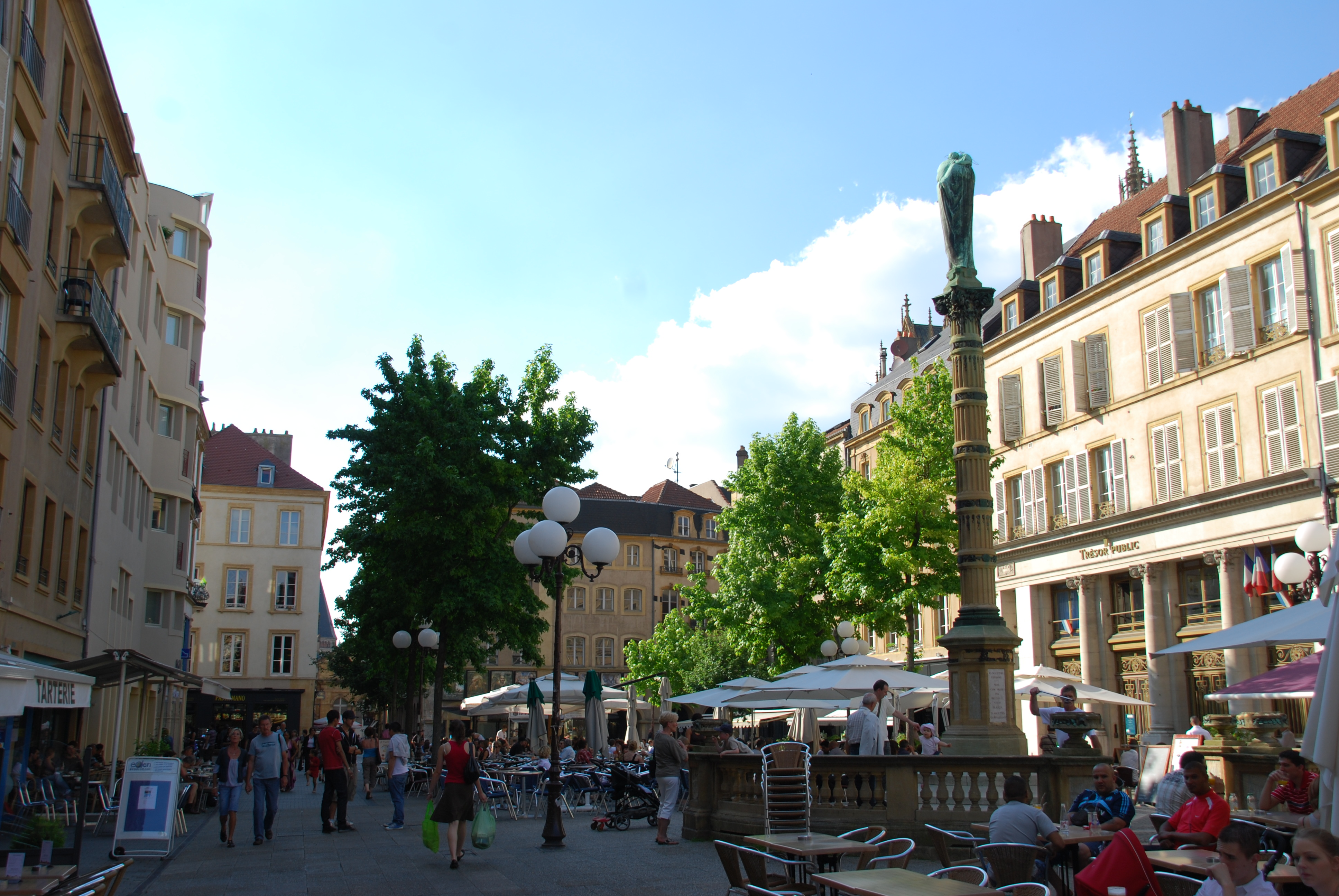
Estado actual de la Plaza Saint Jacques en Metz, con la estatua de la Virgen María frente a la cual la multitud mostró su apego a Francia y su oposición a la anexión de Metz al Tercer Reich alemán.

Las sucesivas caravanas de prisioneros que llegaban a Metz y el caos que ello generaba brindaron la ocasión a la hermana Helena, no solo de brindar atención y comida, sino además comenzar a organizar una red de escape con la participación de muchas familias de la ciudad. En el resto del departamento de Mosela surgieron movimientos de resistencia diversos y no siempre coordinados entre sí. Al igual que en Alsacia, la forma peculiar de este compromiso eran los canales de paso e inteligencia, que generalmente eran desmantelados por la represión nazi.
El 15 de agosto de 1940, en ocasión de la solemnidad de la Asunción de María celebrada en la plaza de Saint-Jacques, en presencia del obispo Joseph-Jean Heintz y frente a una estatua de la Virgen María, Helena encabezó el canto de un himno que llevaba implícita la fe de los habitantes y su oposición a la anexión de Metz al Tercer Reich alemán: «Reina de Francia, ruega por nosotros, nuestra esperanza, ¡¡ven y sálvanos!!» («Reine de France – Priez pour nous – Notre espérance – Venez et sauvez-nous!» Los participantes de la celebración depositaron al pie de la estatua las flores que conformaban una alfombra tricolor con disposición similar a la de la bandera de Francia. Las autoridades de ocupación aprovecharon la oportunidad para expulsar al obispo Heintz al día siguiente, en tanto que muchos sacerdotes y habitantes de Metz sufrieron la misma suerte o fueron deportados. Heintz huyó a Lyon donde, con el permiso del arzobispo Pierre-Marie Gerlier, estableció la sede oficial de la diócesis de Metz.

### La red de la hermana Helena

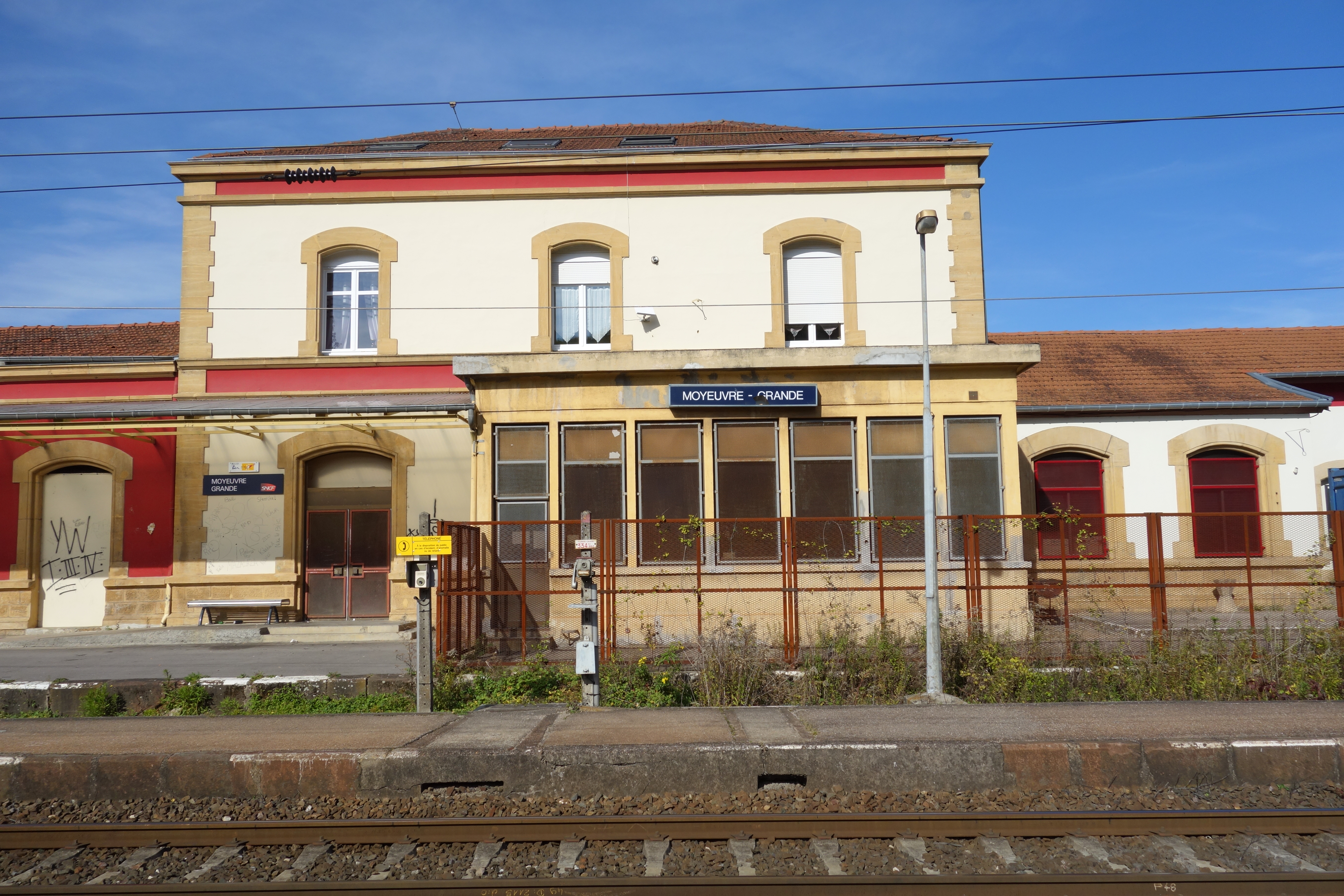
Estación de tren de Moyeuvre-Grande, una de las alternativas de escape en la red de la hermana Helena.

Pero la red de fuga de la hermana Helena estaba bien organizada: tenía pocos empleados directos que eran responsables de recibir los «paquetes» (fugitivos) en distintos lugares, generalmente iglesias, y acompañarlos a la estación de ferrocarril o de autobús, suministrándoles pasajes o boletos, e instrucciones para el trayecto y llegada. Entregaban sus «paquetes» a transportadores que los seguían a distancia, ya sea a las estaciones de tren de Rosselange, Moyeuvre-Grande o Amanvillers, o a los destinos del autobús, usualmente Saint-Privat-la-Montagne, Sainte-Marie-aux-Chênes o Montois-la-Montagne. Arribados a destino, los transportadores los confiaban a familias u organizaciones que se ocupaban del alojamiento, la vestimenta, la entrega de documentos falsos y el paso hacia el área no ocupada. Así, más de dos mil fugitivos se beneficiaron de esa red de escape para eludir a la Gestapo en Metz y alcanzar la zona libre, entre quienes destacaron el por entonces joven teniente François Mitterrand —más tarde presidente de la República— y su amigo personal Roger-Patrice Pelat, Boris Holban y el general francés Henri Giraud, contraparte de Charles de Gaulle en el movimiento por la Francia libre.
El 11 de enero de 1941, la monja organizó la fuga de Boris Holban, comunista rumano de origen judío, quien entre marzo de 1942 y 1944 operó como organizador y líder militar de los grupos de resistencia FTP-MOI —Francotiradores y Partisanos-Mano de Obra Inmigrante— de la región parisina. Holban dedicó el final de su vida a escribir un libro en el que contó su escape y enalteció la figura de Helena Studler.
La hermana Helena también colaboró en la fuga del joven sacerdote Marius-Félix-Antoine Maziers (ordenado en 1938 en la diócesis de Saint-Flour), quien escapó de un stalag nazi junto con 42 compañeros utilizando una alcantarilla. Años más tarde, Maziers fue arzobispo de Burdeos.

### Su encarcelamiento y fallecimiento

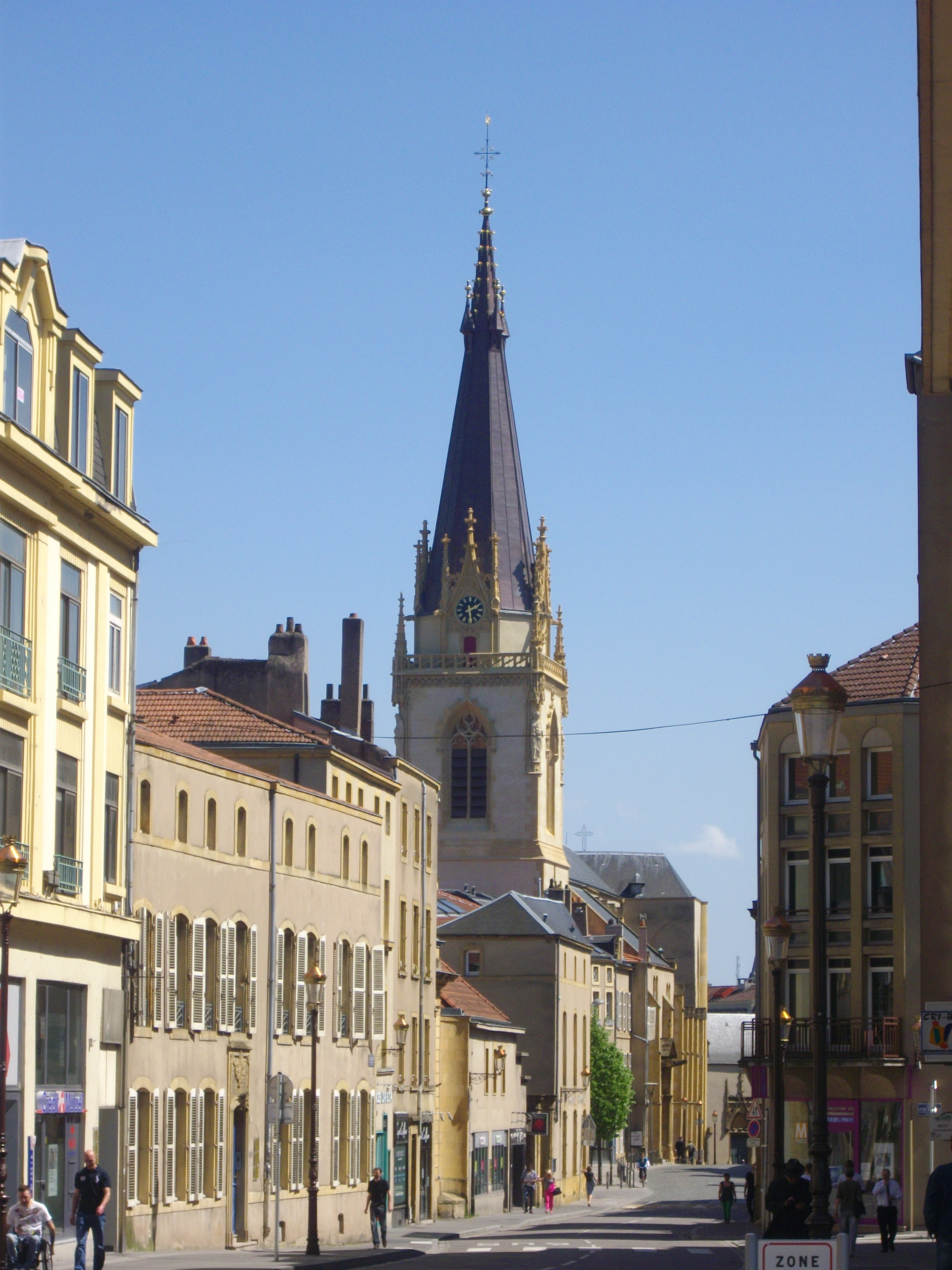
Iglesia de Saint-Martin en Metz, donde Suzanne Thiam, colaboradora directa de Helena Studler, recibió dos "paquetes" en fuga: François Mitterrand, más tarde presidente de Francia, y su amigo Roger-Patrice Pelat.

Un escape fallido alertó a los nazis y Helena Studler fue detenida el 4 de febrero de 1941 junto con su par, la hermana Cecilia (Cécile) Thil. Durante las 18 sesiones de interrogatorios que duraron tres días, Helena Studler no brindó ninguna información a los nazis, por lo que su red de escape continuó funcionando normalmente en tanto que ella fue condenada a un año de prisión. Luego de 8 meses en prisión, la sentencia se suspendió por su estado de salud.
La hermana Helena reanudó sus actividades. El por entonces joven teniente François Mitterrand —presidente de la República francesa desde 1981 hasta 1995—, después de dos intentos fallidos de fuga en marzo y noviembre de 1941, logró escapar del Stalag IX-A cerca del actual municipio de Schwalmstadt el 15 de diciembre de 1941. Junto con su amigo personal Roger-Patrice Pelat, Mitterrand completó su escape a través de la red de la hermana Helena, y su colaboradora directa, Suzanne Thiam.
En febrero de 1942, el riesgo se incrementó: los alemanes requisaron parte del hospital donde trabajaba Helena, y lo destinaron al alojamiento de oficiales y soldados. La situación determinó que Helena cruzara la frontera ilegalmente y se refugiara en Lyon. Desde el hospital de Saint Joseph donde se escondió, organizó la fuga del general Henri Giraud, entre el 17 y el 25 de abril de 1942.
Los alemanes tomaron represalias contra la Compañía de las Hijas de la Caridad por las actividades de la hermana Helena y su movimiento clandestino. El 11 de febrero de 1943 arrestaron a la madre Laura Decq, D.C. (1875-1950, superiora general en 1940-1946) y la encarcelaron en Saarbrücken, Alemania, durante aproximadamente seis semanas. Fue liberada el 29 de marzo de 1943.
El continuo hostigamiento alemán y el precario estado de salud de la hermana Helena fueron factores determinantes para su traslado al Hôtel-Dieu de Clermont-Ferrand, donde murió de cáncer en noviembre de 1944, durante el curso de la batalla de Metz en la que el ejército estadounidense liberó a esa ciudad de la ocupación nazi.

## Reconocimientos

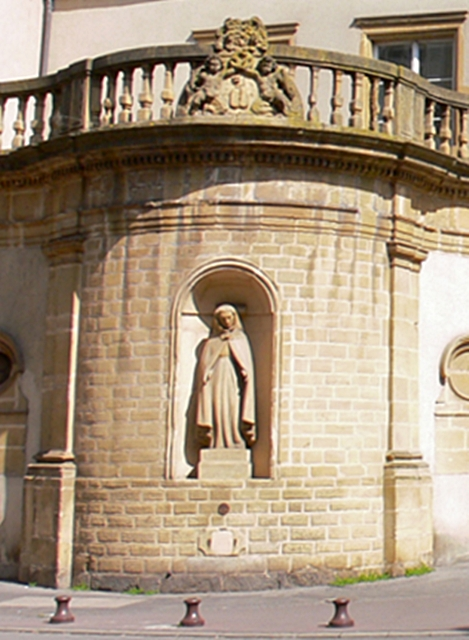
Estatua de Nuestra Señora de los Cautivos, en un nicho del antiguo hospicio de San Nicolás en Metz. La representación es un homenaje a la hermana Helena Studler.

La hermana Helena fue una de las pocas mujeres en la resistencia francesa que crearon su propia red.
El general Henri Giraud, uno de los beneficiarios de esa red, le rindió un elogio fúnebre el 16 de junio de 1946. El propio Giraud la condecoró con la Orden nacional de la Legión de Honor en grado de caballero (dama) y la Croix de guerre con palmas, junto con la siguiente cita en placa: «Ha sido uno de los elementos esenciales de la Resistencia y uno de los pilares de la causa francesa en la Lorena ocupada. Con peligro de su vida ha facilitado a más de dos mil soldados franceses y a numerosos lorenenses perseguidos por la policía, el poder escapar de los calabozos alemanes».
El 16-17 de junio de 1946 el cuerpo de Helena Studler fue trasladado al cementerio del convento de Belletanche en Metz, donde más de cien mil personas honraron sus restos.
Una estatua dedicada a Nuestra Señora de los Cautivos se erigió en su homenaje en el Hospital de San Nicolás en Metz, donde trabajó durante más de veinte años. A pocos pasos de distancia, una pequeña plaza triangular en la esquina de la rue du Neufbourg y Chandellerue en Metz lleva el nombre de la hermana Helena (Square Sœur Hélène) en su honor.

En el conmovedor registro de las religiosas resistentes, el itinerario de Helena Studler, la hermana Helena (1891-1944), sigue siendo un ejemplo de audacia y perseverancia en la lucha de las mujeres que siempre han querido resistir la inevitabilidad del abandono.
Michel Klen, Femmes de guerre: une histoire millénaire

## En el cine
La película Red de libertad (España, 2017) ofrece una dramatización de la vida de Helena Studler y de su red de escape durante la Segunda Guerra Mundial. Dirigida y escrita por Pablo Moreno, el papel de la hermana Helena es interpretado por la actriz Assumpta Serna.